# Carolina Crescentini
Carolina Crescentini (Roma, 18 de abril de 1980) es una actriz italiana, graduada del Centro Experimental de Cine y estrella de la exitosa película italiana Parlami d'amore, dirigida por Silvio Muccino. Trabajó con Giuliano Montaldo en I demoni di San Pietroburgo y con Fausto Brizzi en Notte prima degli esami oggi.
En 2008, Crescentini apareció en el vídeoclip de la canción "Non c'è contatto", interpretada por Silvia Mezzanotte y escrita por Emilio Munda. Ese mismo año fue nominada al Premio David de Donatello en la categoría de mejor actriz de reparto por su actuación en el largometraje Parlami d'amore.

## Filmografía

### Cine
- 2006: H2 Odio
- 2007: Notte prima degli esami - oggi
- 2007: Cemento armato
- 2008: Parlami d'Amore
- 2008: I demoni di San Pietroburgo
- 2009: Due partite
- 2009: Generazione mille euro
- 2009: Il fuoco e la cenere
- 2009: Oggi sposi
- 2010: Mine vaganti
- 2011: Boris - Il film
- 2011: Breve storia di lunghi tradimenti
- 2012: Una famiglia perfetta
- 2015: Tempo instabile con probabili schiarite
- 2015: Pecore in erba
- 2015: Maraviglioso Boccaccio
- 2015: Max e Helene
- 2017: The End? L'inferno fuori